# Eurysquilla plumata
Eurysquilla plumata är en kräftdjursart som först beskrevs av Bigelow 1901.  Eurysquilla plumata ingår i släktet Eurysquilla och familjen Eurysquillidae. Inga underarter finns listade i Catalogue of Life.